# Kerklatijn
Het Kerklatijn is het Latijn zoals dat wordt gebruikt in de boeken van de Katholieke Kerk: de vertalingen in het Latijn van het Oude en het Nieuwe Testament, de gebedenboeken, de liturgische boeken, gezangen (o.a. Gregoriaanse) en in het canoniek recht. Het was tot het Tweede Vaticaans Concilie ook de enige taal die gebruikt werd in de katholieke liturgie, en wordt ook nu nog veel in de liturgie gebruikt.

## Omschrijving
Kerklatijn verschilt vooral van het klassieke Latijn door de woordenschat en het idioom. Wat de syntaxis en de grammatica betreft zijn er eigenlijk geen wezenlijke verschillen met het klassieke Latijn. De christelijke schrijvers schreven niet anders dan de klassieke schrijvers. Velen van hen, zoals Hiëronymus, Ambrosius van Milaan en Augustinus van Hippo, waren klassiek geschoold en Augustinus was leraar in de retorica. In het algemeen kan men zeggen dat teksten in Kerklatijn direct en ongekunsteld zijn en bijgevolg verstaanbaarder dan de klassieke teksten. De klassieke schrijvers maakten hun werken voor een hoog gecultiveerd publiek en waren dikwijls meer begaan met de mooie stijl dan met de inhoud. 
Kerklatijn kan men niet tot een bepaalde periode rekenen. Het is een taal die ontstaan is in de late Latijnse periode, maar mee-evolueerde met het middeleeuws Latijn en zelfs nog beïnvloed werd door het Neolatijn van na de Renaissance. Het idioom dat gebruikt werd door de eerste kerkvaders was schatplichtig aan hun tijd; het idioom dat werd gebruikt in de 15e eeuw was evengoed eigentijds. Kerklatijn bleef veel langer een evoluerende taal dan klassiek Latijn. Dat het Kerklatijn evolueerde is misschien een van de grootste verschillen met het klassieke Latijn. 

## Geschiedenis
De oorsprong van het Kerklatijn gaat terug naar de geschiedenis van het Latijn en van de vroege kerk. Origineel sprak de bevolking van Rome de taal van Latium, het prisca latinitas genoemd. Deze taal kan gezien worden als de voorouder van zowel het vulgair Latijn als van het literaire Latijn. Litteratoren in de 3e eeuw voor Christus, zoals Livius Andronicus (ca. 284-207 v.Chr.), Naevius (ca. 270-201 v.Chr.) en Plautus (ca. 250-184 v.Chr.), zijn de eersten die de taal voor literaire doeleinden gaan gebruiken. Met hen ontstaat er een breuk tussen het gesproken Volkslatijn en het Latijn dat voor literaire doeleinden wordt gebruikt. Het staat nog ver af van de taal van Horatius (65-8 v.Chr.) en Vergilius (70-19 v.Chr.). 
Vooral schrijvers van Griekse origine en Grieks geschoolde auteurs, zoals Livius Andronicus (ca. 280-ca.200 v.Chr.), Ennius (239-169 v.Chr.), Accius (170-85 v.Chr.) en Pacuvius (ca. 220-130 v.Chr.), gaan Griekse toneelstukken, zowel drama’s als komedies, vertalen en het Latijn helleniseren. Ze introduceren zowel een nieuwe woordenschat als een veel striktere structuur en grammatica, waarvoor het Grieks model stond. Deze beweging had de steun van de hogere klasse in Rome, waarvoor die auteurs werkten. Zo ontstond onder invloed van de politieke en intellectuele aristocratie het klassieke Latijn, dat we kennen van de werken van Caesar (ca. 100-44 v.Chr.), Cicero (106-43 v.Chr.), Vergilius en Tacitus (ca. 56-117). De gewone Romeinen bleven uiteraard hun volkse Latijn spreken. Vanaf de 3e eeuw voor Christus bestaan de twee versies, de sermo urbanus en de sermo vulgaris, naast elkaar. Uit de noodzaak van de onderlinge communicatie ontstaat daarop een spreektaal die elementen van beide bevat en die men de sermo cotidianus noemt.
Het klassieke Latijn ging vanaf de tijd van Augustus (63 v.Chr.-14 n.Chr.) achteruit. Het verloor zijn suprematie met de teloorgang van de Romeinse republiek. De aristocratie in Rome, die de drager was van de taal, ging sterk achteruit, onder meer door de burgeroorlog tussen Pompeius en Caesar. De nieuwe machthebbers waren gegroeid uit de plebejers of waren, zoals Trajanus en Hadrianus, vreemdelingen. Keizerlijke bescherming werd belangrijker voor een goede functie dan familie en taal. Men moest geen briljant retoricus meer zijn om verkozen te worden voor een belangrijke functie.  
Het Volkslatijn evolueerde rond de derde eeuw na Christus verder naar wat men het late Latijn noemt. In die periode begint de christelijke gemeenschap het Latijn te gebruiken voor haar boeken. Zij hadden een Latijn nodig dat niet alleen de hogere klassen aanspreekt, maar een taaleigen heeft dat door het volk begrepen wordt. Kerklatijn is niet in Rome ontstaan. De christengemeenschap in Rome was Grieks sprekend, de liturgie werd in het Grieks gevierd en de eerste theologen en kerkvaders spraken en schreven Grieks tot in de tijd van tegenpaus Hippolytus die in 235 stierf. De situatie in Gallië was dezelfde. 
Ook in de provincie Africa was Grieks de taal van de intelligentsia, maar in de derde eeuw sprak het grootste deel van de gelovigen Latijn en dat werd dan ook stilaan de taal van de Afrikaanse kerk. Tertullianus (ca. 160-230) begint nog in het Grieks te schrijven, maar zijn latere werk is in het Latijn. Door de nood aan Latijnse versies van de heilige boeken ontstaan de eerste christelijke boeken in het Latijn die we kennen. Het zijn een aantal Latijnse versies van (delen van) de Bijbel die meestal de “Vetus Latina” genoemd worden. Het zijn meestal zeer letterlijk uit het Grieks vertaalde teksten die onderling zeer sterk kunnen verschillen. Bij het begin van de 3e eeuw circuleert er een versie in Carthago die we terugvinden in de Codex Bobbiensis (4e eeuw). Een versie die circuleerde in Gallië en Italië is terug te vinden in de Codex Veronensis (eind 5e eeuw), dat volgens Bruce Manning Metzger het type van tekst zou zijn waarop Hiëronymus van Stridon zich baseerde voor de Vulgaat. Een andere versie, die men de “Itala” noemt, is terug te vinden in de Codex Brixianus. Deze vertalingen waren gemaakt op basis van de Septuagint. Er circuleerden zodanig veel versies dat Paus Damasus I aan Hiëronymus de opdracht gaf om een standaardvertaling te maken, dit werd de Vulgaat.
Naast de anonieme schrijvers die de Griekse Septuagint vertalen in het Volkslatijn beginnen ook meer erudiete schrijvers in het Latijn te schrijven. De eerste onder hen is Tertullianus, die aan de wieg staat van het Kerklatijn. Een groot aantal nieuwe woorden die in het Latijn niet voorkwamen wordt toegevoegd. Dikwijls zijn het gelatiniseerde Griekse termen zoals baptisma, charisma, extasis, idolatria, prophetia, martyr, etcetera. Of het zijn wettelijke termen, maar in een andere betekenis gebruikt, zoals ablutio, gratia, sacramentum, saeculum, persecutor, peccator. Er werden ook veel nieuwe woorden toegevoegd die afgeleid zijn van Latijnse termen, zoals annunciatio, concupiscentia, christianismus, coeaeternus, compatibilis, trinitas, vivificare. Ook Cyprianus schrijft in het Latijn. Hij houdt zich meer aan de klassieke stijl, wat ook geldt voor Augustinus van Hippo, die vooral door zijn prediking veel heeft bijgedragen tot het Kerklatijn.
Hiëronymus levert met zijn geschriften en met de publicatie van de Vulgaat op zijn beurt een substantiële bijdrage aan het Kerklatijn. Hiëronymus zou de Hebreeuwse Bijbel vertaald hebben naar het Latijn, maar volgens Henry Preston Vaughan Nunn (1876-1962) baseerde hij zich hierbij sterk op de Vetus Latina en deed hij geen poging om het Latijn te gebruiken dat we van hem kennen uit zijn originele geschriften. Hiëronymus' versie is dus eerder een revisie van de Vetus Latina dan een nieuwe vertaling en het taalgebruik is in de Vulgaat zeer sterk gebaseerd op het vernaculaire Latijn. Ook voor het Nieuwe Testament maakte Hiëronymus geen nieuwe vertaling, maar beperkte hij zich tot een revisie van de Vetus Latina.
Deze Vulgaat zal voor de meeste middeleeuwers de voornaamste bron van Latijn zijn, want andere teksten in het Latijn waren maar bij een zeer klein aantal geleerden bekend, en zelfs de tekst zijn waarmee velen Latijn zullen leren. Deze versie van het Kerklatijn heeft dus een zeer grote invloed gehad op het Latijn gedurende de middeleeuwen.
Met de val van het West-Romeinse Rijk komt er een einde aan het literaire Latijn. Het Volkslatijn evolueert stilaan naar de Romaanse talen in Zuid-Europa en wordt in Noord-Europa vervangen door de Germaanse talen. Door de doorbraak van de christelijke religie blijft het Kerklatijn in gebruik in de liturgie en in de kerkelijke geschriften en blijft daar eigenlijk een levende taal. Uiteindelijk maken de humanisten van de renaissance van het Latijn een dode taal, door hun afkeer van het “gotische” Latijn van de middeleeuwen en hun verering voor het al meer dan 1300 jaar dode Latijn van Cicero.

## Huidig gebruik
Het Kerklatijn was tot het Tweede Vaticaans Concilie in 1965 de taal van de liturgie maar verloor sindsdien die status. De liturgie kan nu ook gevierd worden in de volkstaal, wat bijna overal de regel is geworden. De Rooms-Katholieke Kerk publiceert nog altijd zijn officiële liturgische teksten in het Latijn. Vaste gezangen in de mis naar het ordinarium, Gloria, Credo, Agnus Dei, Sanctus, Pater Noster, Dominum vobiscum en andere worden nog wel vaak in het Latijn gezongen. Het Kyrie is echter Grieks.
De Tridentijse mis, de authentieke versie van de Codex Iuris Canonici, en van encyclieken en dergelijke, zijn ook nog steeds in het Latijn.